# Wojska Lądowe
Wojska Lądowe (in italiano: Esercito di terra) è una delle quattro componenti delle Siły Zbrojne Rzeczypospolitej Polskiej, le forze armate della Repubblica di Polonia.

## Storia
Poco dopo la capitolazione della Germania nel novembre 1918, la Polonia riguadagnò la sua indipendenza e l'esercito venne ricostituito.

### Periodo tra le due guerre mondiali
Inizialmente, al termine della prima guerra mondiale, il territorio venne diviso in cinque distretti militari (1918–1921):
- Distretto militare di Poznań (Poznański Okręg Wojskowy) con quartier generale a Poznań.
- Distretto militare di Cracovia (Krakowski Okręg Wojskowy) con quartier generale a Cracovia.
- Distretto militare di Łódź (Łódzki Okręg Wojskowy) con quartier generale a Łódź.
- Distretto militare di Varsavia (Warszawski Okręg Wojskowy) con quartier generale a Varsavia.
- Distretto militare di Lublino (Lubelski Okręg Wojskowy) con quartier generale a Lublino.

Appena costituitosi l'esercito polacco fu subito impegnato in una notevole attività bellica con la sollevazione della Grande Polonia, la guerra polacco-lituana, la guerra sovietico-polacca e la guerra polacco-ucraina, in quanto, a seguito del vuoto di potere lasciato dalla caduta dell'Impero austro-ungarico nell'Europa centrale a causa della sconfitta nella prima guerra mondiale, le relazioni tra i nuovi paesi emergenti sono state tese a causa delle rivendicazioni territoriali reciproche, spesso arrivarono a piccoli conflitti armati di "assestamento".
Particolarmente ad oriente la tensione crescente nei confronti della Russia, allora alle prese con una guerra civile e con le difficoltà della nascente Rivoluzione bolscevica che, per sua stessa natura, doveva essere esportata raggiungendo le masse operaie dell'Europa occidentale, anch'esse duramente provate dalla guerra, dopo qualche tentativo diplomatico e dopo diverse scaramucce di frontiera con scontri armati sempre più violenti portarono nel giro di un mese ad un cambiamento dello scenario con l'offensiva sovietica; gli inglesi si offrirono di mediare le trattative, ma fu la Russia bolscevica a rifiutare e voler continuare l'offensiva che la porterà fino alle porte di Varsavia. La Polonia cambiò le sorti della guerra con una delle battaglie più decisive della storia, definita dai giornali dell'epoca, "il miracolo della Vistola" e nel contrattacco che ne seguì rioccupò buona parte dei territori perduti ritornando praticamente sulle posizioni iniziali. La Russia bolscevica, ancora alle prese con la propria guerra civile e con disordini interni, desistette dalla lotta, e col trattato di Riga del 1921 riconobbe le frontiere polacche, fissando il confine russo-polacco secondo quanto stabilito alla fine della prima guerra mondiale. Il territorio di Vilna, rivendicato dalla Lituania con l'assenso dei sovietici, fu poi annesso alla Polonia nel 1922, tramite plebiscito (dimostrando così la prevalenza dell'etnia polacca in quei territori), tanto che il conflitto polacco-lituano viene da molti considerato come parte della guerra sovietico-polacca. Infine parte della Slesia di Cieszyn fu acquisita grazie alla guerra polacco-cecoslovacca. Tali confini restarono sostanzialmente invariati fino al settembre del 1939, tranne l'acquisizione di Český Těšín a spese della Cecoslovacchia.

### Seconda guerra mondiale
L'invasione tedesca della Polonia ebbe inizio il 1º settembre 1939 e la Wehrmacht, nonostante la disperata resistenza polacca, conquistò rapidamente metà della Polonia, mentre l'altra metà venne conquistata a est dall'Armata Rossa, in accordo con il Patto Molotov-Ribbentrop. Dopo la caduta del paese, i soldati polacchi iniziarono a raggrupparsi in quello che sarebbe diventato l'esercito polacco in Francia. Sia le forze armate polacche in Occidente sia le forze armate polacche in Oriente, sia le forze interne (partigiane), rappresentate principalmente dall'Armia Krajowa, avevano, durante la seconda guerra mondiale, forze di terra. Mentre le forze che combattevano a fianco degli alleati erano sostenute dall'aviazione e dalla marina polacche, le forze partigiane costituivano una forza esclusivamente di terra.
L'attuale esercito polacco è erede dell'Esercito polacco della Repubblica Popolare di Polonia. Due armate polacche, la Prima e la Seconda Armata, combatterono con l'Armata Rossa sul fronte orientale, sostenute da alcuni elementi dell'aviazione polacca. La formazione di una Terza Armata venne avviata ma non completata.

### Armia Ludowa
Con la fine della seconda guerra mondiale uno dei compiti più importanti che l'esercito dovette affrontare è stato lo sminamento del territorio. Tra il 1944 e il 1956 l'operazione di sminamento coinvolse 44 unità ingegneristiche e circa 19 000 genieri. Venne liberata da mine e altre munizioni un'area di oltre 250 000 chilometri quadrati (80% del paese) e sono stati trovati e rimossi 14,75 milioni di munizioni di vario tipo e 59 milioni di proiettili, bombe e altre munizioni. Le operazioni di bonifica costarono la vita a 646 genieri.
Nel 1955 la Repubblica Popolare di Polonia entrò a far parte del Patto di Varsavia. Durante l'epoca comunista facevano parte delle forze terrestri polacche anche truppe dedicate alla sicurezza interna, le Forze di difesa territoriali e guardie confinarie.
Fino alla caduta del governo comunista il prestigio dell'esercito ha continuato a calare, dato che l'esercito è stato spesso usato dal governo comunista per sopprimere violentemente le diverse protesta, tra cui le proteste di Poznań del 1956, le proteste polacche del 1970 e le proteste durante la legge marziale in Polonia nel 1981-1982. L'esercito polacco inoltre prese parte nel 1968 con le altre truppe del Patto di Varsavia all'invasione della Cecoslovacchia che portò alla soppressione del processo di democratizzazione della Cecoslovacchia, comunemente noto come Primavera di Praga.

### Dal 1989 ad oggi

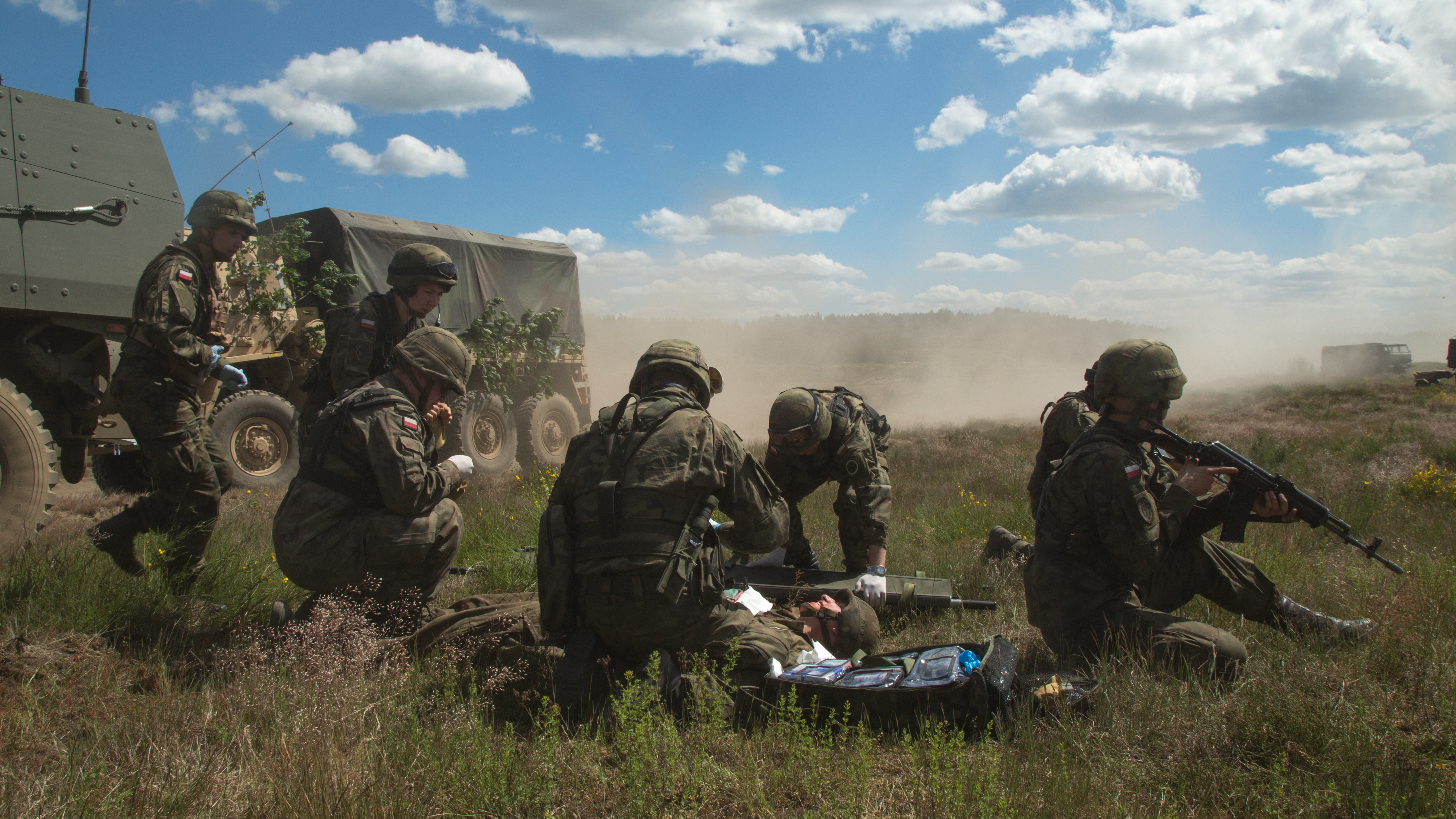
Soldati polacchi durante le esercitazioni Anakonda nel 2016

Nel 1989 l'Esercito polacco contava 205 000 uomini di cui 168 000 coscritti.
Dopo la fine della guerra fredda l'esercito polacco è stato drasticamente ridotto e riorganizzato. Nel 1991 il Patto di Varsavia venne dissolto e nel 1999 la Polonia è entrata a far parte della NATO.
La Polonia, che dal 1982 era impegnata nella missione UNIFIL in Libano, nel 2004 fece parte della Coalizione multinazionale in Iraq partecipando alle operazioni di stabilizzazione dell'Iraq occupato al termine della guerra in Iraq del 2003 che aveva portato all'abbattimento del regime ba'thista di Saddam Hussein, schierando, tra il 2004 e il 2008, fino a 2 500 soldati nel sud dell'Iraq ed una decina di elicotteri da attacco e trasporto.
Tra il 2007 e il 2010 l'esercito polacco ha preso parte alla missione ONU MINURCAT in Ciad e nella Repubblica Centrafricana, schierando due compagnie di ricognizione, un'unità militare della gendarmeria, una componente della decima brigata logistica, elementi del 5º reggimento degli ingegneri militari e tre elicotteri Mil Mi-17.
Nel maggio 2014, il ministro della difesa Tomasz Siemoniak ha annunciato piani per la futura acquisizione di elicotteri d'attacco in risposta alla crisi ucraina. Il 25 novembre 2015 il capo della Commissione nazionale della difesa Michał Jach ha indicato la necessità di aumentare il numero delle truppe polacche da 100 000 a 150 000, sottolineando tuttavia quanto il processo fosse complicato e non dovesse essere affrettato.
Nel 2022, in seguito all'invasione russa dell'Ucraina, il ministro della difesa Mariusz Błaszczak ha annunciato un nuovo piano di espansione dell'esercito, portando la spesa militare al 3% del PIL e costituendo due nuove divisioni in aggiunta alle quattro attualmente esistenti.

## Organizzazione

Struttura dell'esercito polacco nel 2023

L'Ispettore delle Forze terrestri, un generale di divisione, riferisce al Comandante generale delle forze armate, un generale di corpo d'armata. Attualmente l'ispettore delle forze terrestri è il generale di brigata Wojciech Grabowski. Separatamente e senza alcuna responsabilità diretta nei confronti dell'Ispettore delle Forze terrestri, i comandanti delle divisioni dell'esercito polacco riferiscono a loro volta al Comandante generale delle forze armate.

### Lista delle unità militari
- 11ª Divisione di cavalleria corazzata "Lubusz-Re Giovanni III Sobieski"
  -  11º Battaglione comando
  -  10ª Brigata di cavalleria corazzata "Generale Stanisław Maczek"
  -  17ª Brigata meccanizzata "Grande Polonia-Generale Józef Dowbor-Muśnicki"
  -  34ª Brigata di cavalleria corazzata "Grande atamano Jan Zamoyski"
  -  23º Reggimento artiglieria "Slesia-Generale Tadeusz Rozwadowski"
  -  4º Reggimento artiglieria contraerea "Zielona Góra-Generale Stefan Rowecki"
  - 11º Reggimento logistico
- 12ª Divisione meccanizzata "Stettino-Re Boleslao III Boccatorta"
  - 12º Battaglione comando
  -  2ª Brigata meccanizzata "Legionaria-Maresciallo Józef Piłsudski"
  - 7ª Brigata di difesa costiera "Pomerania-Generale Stanisław Grzmot-Skotnicki"
  -  12ª Brigata meccanizzata "Generale Józef Haller"
  - 5º Reggimento artiglieria "Lubusz-Generale Marcin Kątski"
  - 8º Reggimento artiglieria contraerea "Koszalin"
  - 8º Reggimento logistico
- 16ª Divisione meccanizzata "Pomerania-Re Casimiro IV Jagellone"
  - 16º Battaglione comando
  - 9ª Brigata di cavalleria corazzata "Braniewo-Re Stefan Báthory"
  - 15ª Brigata meccanizzata "Giżycko-Zawisza Czarny"
  - 20ª Brigata meccanizzata "Bartoszyce-Grande atamano Wincenty Gosiewski"
  -  1ª Brigata artiglieria "Masuria-Generale Józef Bem"
  -  15º Reggimento artiglieria contraerea "Gołdap"
  - 16º Reggimento logistico
- 18ª Divisione meccanizzata "Generale Tadeusz Buk"
  -  18º Battaglione comando
  -  1ª Brigata corazzata "Varsavia-Tadeusz Kościuszko"
  -  19ª Brigata meccanizzata "Lublino-Generale Franciszek Kleeberg"
  -  21ª Brigata fucilieri "Podhale-Generale Mieczysław Boruta-Spiechowicz"
  - 18º Reggimento logistico
- 1ª Brigata aerea dell'esercito
  - 49ª Base aerea
  - 56ª Base aerea
- 6ª Brigata aerotrasportata "Generale Stanisław Sosabowski"
  - 6º Battaglione comando "Generale Józef Kuropieski"
  -  6º Battaglione aviotrasportato "Generale Edwin Rozłubirski"
  -  16º Battaglione aviotrasportato "Generale Marian Zdrzałki"
  -  18º Battaglione aviotrasportato "Bielsko-Generale Ignacy Gazurek"
  -  6º Battaglione logistico "Generale Ignacy Prądzyński"
- 25ª Brigata di cavalleria dell'aria "Principe Józef Poniatowski"
- 1ª Brigata logistica "Pomerania-Casimiro il Grande"
- 10ª Brigata logistica "Opole-Colonnello Piotr Wysocki"
- 1º Reggimento genio zappatori "Brzeg-Tadeusz Kościuszko"
- 2º Reggimento genio zappatori "Masovia-Generale Tadeusz Kossakowski"
- 2º Reggimento genio "Inowrocław-Generale Jakub Jasiński"
- 5º Reggimento genio "Generale Ignacy Prądzyński"
- 4º Reggimento chimico "Brodnica-Ignacy Mościcki"
- 5º Reggimento chimico "Tarnowskie Góry-Generale Leon Berbecki"
- 2º Reggimento ricognizione "Hrubieszów-Maggiore Henryk Dobrzański"
- 9º Reggimento ricognizione "Varmia-Colonnello Zygmunt Szendzielarz"
- 18º Reggimento ricognizione "Białystok-Ulani dei Carpazi"

## Equipaggiamento
Ancora oggi le forze terrestri polacche utilizzano molto materiale bellico sovietico, ma dato il rapido avvicinamento all'Occidente è stato avviato un ammodernamento e una riduzione delle dimensioni delle sue unità che continua ancora oggi, con la sostituzione del materiale sovietico con armi occidentali di costruzione più recente.

### Armi individuali
| Modello                        | Immagine | Tipo                                      | Calibro                                | Origine          | Note                                                                               |         |
| Pistola                        | Pistola  | Pistola                                   | Pistola                                | Pistola          | Pistola                                                                            | Pistola |
| ------------------------------ | -------- | ----------------------------------------- | -------------------------------------- | ---------------- | ---------------------------------------------------------------------------------- | ------- |
| FB P-83                        |          | Pistola semiautomatica                    | 9 × 18 mm Makarov                      | Polonia          |                                                                                    |         |
| WIST-94                        |          | Pistola semiautomatica                    | 9 × 19 mm Parabellum                   | Polonia          | Pistola d'ordinanza                                                                |         |
| FB VIS 100                     |          | Pistola semiautomatica                    | 9 × 19 mm Parabellum                   | Polonia          | In consegna dal 2019, sostituiranno le WIST-94                                     |         |
| Glock 17                       |          | Pistola semiautomatica                    | 9 × 19 mm Parabellum                   | Austria          | In uso limitato                                                                    |         |
| Pistole mitragliatrici         |          |                                           |                                        |                  |                                                                                    |         |
| FB PM-84                       |          | Pistola mitragliatrice                    | 9 × 18 mm Makarov 9 × 19 mm Parabellum | Polonia          |                                                                                    |         |
| Fucili d'assalto               |          |                                           |                                        |                  |                                                                                    |         |
| FB Beryl                       |          | Fucile d'assalto                          | 5,56 × 45 mm NATO                      | Polonia          | Fucile d'ordinanza                                                                 |         |
| FB Mini-Beryl                  |          | Carabina                                  | 5,56 × 45 mm NATO                      | Polonia          | Utilizzata dai reparti speciali                                                    |         |
| FB MSBS Grot                   |          | Fucile d'assalto                          | 5,56 × 45 mm NATO                      | Polonia          | Fucile modulare, sostituirà il Beryl                                               |         |
| Mitragliatrici ad uso generale |          |                                           |                                        |                  |                                                                                    |         |
| UKM-2000                       |          | Mitragliatrice ad uso generale            | 7,62 × 51 mm NATO                      | Polonia          |                                                                                    |         |
| Rheinmetall MG 3               |          | Mitragliatrice ad uso generale            | 7,62 × 51 mm NATO                      | Germania         | In uso sui blindati                                                                |         |
| Mitragliatrice pesante         |          |                                           |                                        |                  |                                                                                    |         |
| WKM-B                          |          | Mitragliatrice pesante                    | 12,7 × 99 mm NATO                      | Polonia          | NSW adattata al calibro 12,7 mm NATO                                               |         |
| Fucile a canna liscia          |          |                                           |                                        |                  |                                                                                    |         |
| Mossberg 500                   |          | Fucile a pompa                            | 12 Gauge                               | Stati Uniti      |                                                                                    |         |
| Fucili di precisione           |          |                                           |                                        |                  |                                                                                    |         |
| WKW Wilk                       |          | Fucile anti-materialeFucile di precisione | 12,7 × 99 mm NATO                      | Polonia          |                                                                                    |         |
| Bor                            |          | Fucile di precisione                      | 7,62 × 51 mm NATO                      | Polonia          |                                                                                    |         |
| SVD Dragunov                   |          | Fucile di precisione                      | 7,62 × 54 mm R                         | Unione Sovietica |                                                                                    |         |
| Sako TRG-21                    |          | Fucile di precisione                      | 7,62 × 51 mm NATO                      | Finlandia        |                                                                                    |         |
| Sako TRG-22                    |          | Fucile di precisione                      | 7,62 × 51 mm NATO                      | Finlandia        |                                                                                    |         |
| Sako TRG-M10                   |          | Fucile di precisione                      | .338 Lapua                             | Finlandia        | 150 ordinati nel 2016                                                              |         |
| Bomba a mano                   |          |                                           |                                        |                  |                                                                                    |         |
| F1                             |          | Bomba a frammentazione                    | n/a                                    | Unione Sovietica |                                                                                    |         |
| RG-42                          |          | Bomba a frammentazione                    | n/a                                    | Unione Sovietica |                                                                                    |         |
| RGO-88                         |          | Bomba a frammentazione                    | n/a                                    | Polonia          |                                                                                    |         |
| RGZ-89                         |          | Bomba a frammentazione                    | n/a                                    | Polonia          |                                                                                    |         |
| GNPO                           |          | Bomba a mano anticarro                    | n/a                                    | Polonia          |                                                                                    |         |
| UGD-200                        |          | Granata fumogena                          | n/a                                    | Polonia          |                                                                                    |         |
| Lanciarazzi e lanciagranate    |          |                                           |                                        |                  |                                                                                    |         |
| Pallad                         |          | Lanciagranate                             | 40 mm                                  | Polonia          |                                                                                    |         |
| GPBO-40                        |          | Lanciagranate                             | 40 mm                                  | Polonia          |                                                                                    |         |
| Pallad-D                       |          | Lanciagranate                             | 40 mm                                  | Polonia          |                                                                                    |         |
| AWGŁ-3                         |          | Lanciagranate fumogene                    | 51 mm                                  | Polonia          | In uso limitato                                                                    |         |
| Mk 19                          |          | Lanciagranate                             | 40 mm                                  | Stati Uniti      |                                                                                    |         |
| M72 LAW                        |          | Lanciarazzi anticarro                     | 66 mm                                  | Stati Uniti      | Ordinati nel 2022                                                                  |         |
| Missili                        |          |                                           |                                        |                  |                                                                                    |         |
| Piorun                         |          | MANPADS                                   |                                        | Polonia          | 1 300 missili e 420 lanciatori ordinati                                            |         |
| PPZR Grom                      |          | MANPADS                                   |                                        | Polonia          | Circa 2 000 missili e 400 lanciatori, in fase di sostituzione con il Piorun        |         |
| FGM-148 Javelin                |          | Missile anticarro                         | 80 mm                                  | Stati Uniti      | 180 missili e 79 lanciatori ordinati nel 2020                                      |         |
| Spike                          |          | Missile anticarro                         | 130 mm                                 | Israele          | 2 675 missili e 264 lanciatori acquistati nel 2003 e altri 1 000 ordinati nel 2015 |         |

### Artiglieria
| Modello          | Immagine | Tipo            | Calibro | Origine          | Note         |        |
| Mortai           | Mortai   | Mortai          | Mortai  | Mortai           | Mortai       | Mortai |
| ---------------- | -------- | --------------- | ------- | ---------------- | ------------ | ------ |
| LM-60            |          | Mortaio leggero | 60 mm   | Polonia          |              |        |
| LRM vz. 99 ANTOS |          | Mortaio leggero | 60,7 mm | Rep. Ceca        |              |        |
| LMP-2017         |          | Mortaio leggero | 60,7 mm | Polonia          |              |        |
| M-98             |          | Mortaio         | 98 mm   | Polonia          |              |        |
| 2B11             |          | Mortaio pesante | 120 mm  | Unione Sovietica | 15 esemplari |        |
| M120             |          | Mortaio pesante | 120 mm  | Israele          | 65 esemplari |        |

### Veicoli
| Veicolo                                                            | Tipo                                            | Foto         | Origine                         | In servizio  | Note |
| Carri armati                                                       | Carri armati                                    | Carri armati | Carri armati                    | Carri armati | Carri armati |
| ------------------------------------------------------------------ | ----------------------------------------------- | ------------ | ------------------------------- | ------------ | --- |
| M1A2 Abrams SEPv3                                                  | Carro armato da combattimento                   |              | Stati Uniti                     | 144          | Ordinati in 250 esemplari. Il primo lotto di 28 M1A2 Abrams SEPv3 è stato consegnato alla fine del 2022. I restanti carri sono previsti in consegna nel biennio 2023-2025. Altri 116 carri M1A1 SA Abrams (di seconda mano), ceduti dagli USA come contropartita per la fornitura all'Ucraina dei T-72 e la cui vendita è stata autorizzata dal Dipartimento di Stato, probabilmente saranno aggiornati alla versione M1A2 SEPv3 |
| Leopard 2A4 Leopard 2PL Leopard 2A5                                | Carro armato da combattimento                   |              | Germania Polonia                | 127 16 105   | Leopard 2A4 in aggiornamento allo standard Leopard 2PL |
| K2 Black Panther                                                   | Carro armato da combattimento                   |              | Corea del Sud Polonia           |              | Ordinati in 1000 unità di cui 180 prodotti in Corea del Sud e il resto su licenza in Polonia |
| PT-91 Twardy                                                       | Carro armato da combattimento                   |              | Polonia                         | 232          | Circa 70 ceduti all'Ucraina |
| T-72A T-72M1 T-72M1R                                               | Carro armato da combattimento                   |              | Unione Sovietica                | 318          | 232 sono stati ceduti all'Ucraina nel 2022 |
| Veicoli da combattimento della fanteria e veicoli trasporto truppe |                                                 |              |                                 |              | |
| BWP-1                                                              | Veicolo da combattimento della fanteria         |              | Unione Sovietica                | 1 252        | |
| BWR-1                                                              | Veicolo da combattimento della fanteria         |              | Unione Sovietica                | 38           | Versioni BWR-1K e BWR-1S |
| BRDM-2 BRDM-2 R5                                                   | Veicolo da combattimento della fanteria         |              | Unione Sovietica                | 282 87       | Esistono versioni modificate come Żbik e Szakal |
| KTO Rosomak                                                        | Veicolo da combattimento della fanteria         |              | Finlandia Polonia               | 359          | |
| KTO Rosomak M2/M3                                                  | Veicolo trasporto truppe                        |              | Finlandia Polonia               | 300          | |
| LPG                                                                | Veicolo trasporto truppe                        |              | Polonia                         | 6            | |
| M-113/M-577                                                        | Veicolo trasporto truppe                        |              | Stati Uniti                     | 60           | |
| MT-LB                                                              | Veicolo trasporto truppe                        |              | Cecoslovacchia Unione Sovietica | 580          | Alcune versioni specializzate |
| International MaxxPro                                              | Veicolo trasporto truppe MRAP                   |              | Stati Uniti                     | 30           | |
| Coguar                                                             | Veicolo trasporto truppe MRAP                   |              | Stati Uniti                     | 40           | In prestito dagli Stati Uniti |
| Oshkosh M-ATV                                                      | Veicolo trasporto truppe MRAP                   |              | Stati Uniti                     | 45           | |
| Humvee                                                             | Veicolo multifunzione su ruote ad alta mobilità |              | Stati Uniti                     | 220          | |
| Veicoli corazzati da recupero                                      |                                                 |              |                                 |              | |
| WZT-3M                                                             | Veicolo corazzato da recupero                   |              | Polonia                         | 26           | |
| WPT Mors                                                           | Veicolo corazzato da recupero                   |              | Polonia                         | 68           | |
| Rosomak WRT                                                        | Veicolo corazzato da recupero                   | sinmarco     | Polonia                         | 33           | |
| Bergepanzer 2                                                      | Veicolo corazzato da recupero                   |              | Germania                        | 28           | |
| M88                                                                | Veicolo corazzato da recupero                   |              | Stati Uniti                     | 0            | 26 M88A2 HERCULES Combat Recovery ordinati. |
| Artiglieria e difesa antiaerea                                     |                                                 |              |                                 |              | |
| AHS Krab                                                           | Semovente d'artiglieria                         |              | Polonia                         | 72           | 120 unità ordinate |
| K9 Thunder                                                         | Semovente d'artiglieria                         |              | Corea del Sud Polonia           | 48           | Ordinati in 600 dì cui 70 prodotti in Corea del Sud e il resto in licenza in Polonia |
| ShKH-77                                                            | Semovente d'artiglieria                         |              | Rep. Ceca                       | 111          | |
| 2S1 Goździk                                                        | Semovente d'artiglieria                         |              | Unione Sovietica                | 227          | |
| BM-21                                                              | Lanciarazzi multiplo                            |              | Unione Sovietica                | 75           | La maggior parte sarà modernizzata al tipo WR-40. |
| RM-70                                                              | Lanciarazzi multiplo                            | sinmarco     | Rep. Ceca                       | 29           | |
| R-40 Langusta                                                      | Lanciarazzi multiplo                            |              | Polonia                         | 75           | |
| M120 Rak                                                           | portamortaio                                    |              | Polonia                         | 82           | |
| AWD Rak                                                            | Veicolo di comando per artiglieria              |              | Polonia                         | 36           | |
| 23 mm ZU-23                                                        | Cannone automatico antiaereo                    | sinmarco     | Unione Sovietica Polonia        | 268          | |
| Hibneryt                                                           | Cannone automatico antiaereo                    | sinmarco     | Polonia                         | 2            | ZU-23-2 montato su camion |
| ZSU-23-4MP Biała                                                   | Semovente antiaereo                             |              | Unione Sovietica Polonia        | 28           | Versione ammodernata del ZSU-23-4 Shilka |
| 9K33 Osa                                                           | Sistema SAM a corto raggio                      |              | Unione Sovietica                | 64           | |
| 2K12 Kub                                                           | Sistema SAM a corto raggio                      | sinmarco     | Unione Sovietica                | 20           | |
| Poprad (missile)                                                   | Sistema SAM a corto raggio                      |              | Polonia                         | 63           | 79 ordinati nel 2015 |
| Veicoli logistici e d'ingegneria                                   |                                                 |              |                                 |              | |
| TRI Hors                                                           | Veicolo d'ingegneria                            |              | Polonia                         | 65           | |
| BLG-67M2                                                           | Veicolo gettaponte                              |              | Polonia                         | 103          | |
| Biber                                                              | Veicolo gettaponte                              |              | Germania                        | 4            | |
| MS-20 Daglezja                                                     | Veicolo gettaponte                              |              | Polonia                         | 12           | |
| M1110                                                              | Veicolo gettaponte                              |              | Stati Uniti                     | 0            | 17 M1110 veicoli gettaponti ordinati. |

### Mezzi Aerei
Sezione aggiornata annualmente in base al World Air Force di Flightglobal del corrente anno. Tale dossier non contempla UAV, aerei da trasporto VIP ed eventuali incidenti accorsi durante l'anno della sua pubblicazione. Modifiche giornaliere o mensili che potrebbero portare a discordanze nel tipo di modelli in servizio e nel loro numero rispetto a WAF, vengono apportate in base a siti specializzati, periodici mensili e bimestrali. Tali modifiche vengono apportate onde rendere quanto più aggiornata la tabella.
| Aeromobile                   | Origine     | Tipo                          | Versione (denominazione locale) | In servizio (2024) | Note | Immagine |
| Elicotteri                   |             |                               |                                 |                    | |          |
| Sikorsky UH-60 Black Hawk    | Stati Uniti | elicottero utility            | S-70i                           | 6                  | 4 S-70i ordinati il 25 gennaio 2019 e consegnati il 20 dicembre dello stesso anno. Ulteriori 4 S-70i ordinati il 15 dicembre 2021, con consegne previste per il 2024. |          |
| Mil Mi-24 Hind               | Russia      | elicottero d'attacco          | Mi-24DMi-24V                    | 22                 | 50 tra Mi-24D e Mi-24V consegnati. Varsavia vorrebbe dotarsi di nuovi elicotteri d’attacco sotto il programma di Stato denominato Kruk, ma, avrebbe perseguito parallelamente la “modernizzazione limitata” della propria flotta di Mi-24 al fine di consentire un passaggio graduale ai nuovi velivoli che non dovrebbero tuttavia giungere prima del 2026. |          |
| Boeing AH-64 Apache Guardian | Stati Uniti | elicottero d'attacco          | AH-64EAH-64D                    | 03                 | L'8 settembre 2022, il Ministero della Difesa polacco annunciò che sarebbero stati acquistati 96 AH-64E Apache Guardian per l'esercito polacco. Ordine per 96 AH-64E Apache Guardian ufficializzato il 13 agosto 2024. 8 AH-64D presi in leasing dallo US Army con un contratto firmato a febbraio 2025, i cui primi tre esemplari sono stati consegnati il 16 giugno ed immessi il 17 giugno dello stesso anno. Questi Apache fungeranno da soluzione provvisoria nell'attesa delle consegne dei primi dei novantasei AH-64E Apache Guardian ordinati. |          |
| Mil Mi-8 Hip                 | Russia      | elicottero utility            | Mi-8Mi-17-1V                    | 27                 | |          |
| AgustaWestland AW149         | Italia      | elicottero da trasporto medio | AW149                           | 4                  | 32 AW149 ordinati il 1 luglio 2022, con consegne previste tra il 2023 e il 2029. Primi due esemplari consegnati il 30 ottobre 2023. |          |
| PZL Mi-2 Hoplite             | Polonia     | elicottero utility            | Mi-2                            | 44                 | |          |
| PZL W-3 Sokół                | Polonia     | elicottero da trasporto VIP   | W-3WA                           | 38                 | 38 W-3WA in servizio al settembre 2021. |          |

## Gradi
Il grado più alto delle forze armate polacche è quello di maresciallo di Polonia (Marszałek Polski), che a differenza dei gradi rimanenti non appartiene a nessuna delle singole forze armate, ma alle forze armate nel loro complesso. Finora solo sei persone sono state promosse a questo grado. Con la morte dell'ultimo detentore superstite, Michał Rola-Żymierski nel 1989, il grado di maresciallo di Polonia è rimasto vacante.
Il grado più alto nell'Esercito polacco è generale, riservato al capo di stato maggiore delle forze armate, incarico ricoperto dal generale Rajmund Andrzejczak. Il comandante in capo delle forze armate polacche ha il grado di generale di corpo d'armata (Generał broni), incarico ricoperto dal generale Jarosław Mika.
La lingua polacca richiede l'uso dell'appellativo di cortesia onorifico prima del grado, ad esempio "Panie Kapitanie..." (signor capitano...), direttamente equivalente alla pratica francese in cui il possessivo "Mon" è anteposto al grado. Durante l'epoca comunista l'uso del formale "Pan" (Signor) era disapprovato e veniva utilizzato il termine "Obywatel" (Cittadino) come ad esempio in "Obywatelu Kapitanie!". Nell'era post-comunista di è tornati allo stile precedente.
Altra consuetudine è quella includere altri titoli quando si fa riferimento per iscritto a un ufficiale. Questo può portare ad alcune abbreviazioni. Ad esempio, scrivendo ad un tenente colonnello dell'aeronautica militare che è un pilota e ha una laurea in ingegneria viene scritto ppłk pil. mgr inż. abbreviazione di Podpułkownik Pilot magister inżynier.
In modo univoco, le forze polacche usano una versione a due dita del saluto militare, e l'usanza del saluto non consente di salutare con le dita alla testa senza indossare il copricapo, sia esso berretto o casco.
Il grado più alto della Marina Polacca è ammiraglio che ha codice di equivalenza NATO OF-9; Il grado denominato Ammiraglio della flotta, (Admirał floty) è stato istituito ai sensi della legge del 21 dicembre 2001 e introdotto il 1º gennaio 2002 ed è corrispondente al grado di Ammiraglio di squadra con incarichi speciali della Marina Militare Italiana ed è riservato al Comandante in capo della Marina Polacca. Fino al 2002 i gradi di ammiraglio erano articolati su tre livelli: contrammiraglio (Kontradmirał), viceammiraglio (Wiceadmirał) e ammiraglio (Admirał); il distintivo di grado di Ammiraglio della flotta è uguale al precedente distintivo di grado di Ammiraglio che, ai sensi della legge del 21 dicembre 2001, è equiparato al generale a quattro stelle, grado creato nel 2002, in seguito all'entrata della Polonia nella NATO e riservato al capo di stato maggiore delle forze armate polacche quando a ricoprire tale carica è un ufficiale della Marina.
Ufficiali
La categoria degli ufficiali (Korpus oficerów) è suddivisa in tre categorie:
- Ufficiali inferiori (Oficerowie młodsi), fino a Kapitan
- Ufficiali superiori (Oficerowie starsi), da Major a Pułkownik
- Generali (Generałowie), da Generał brygady

| Ufficiali      | Ufficiali        | Ufficiali | Ufficiali                  | Ufficiali             | Ufficiali           | Ufficiali  | Ufficiali          | Ufficiali | Ufficiali | Ufficiali | Ufficiali    |
| Nazione        | OF-10            | OF-9      | OF-8                       | OF-7                  | OF-6                | OF-5       | OF-4               | OF-3      | OF-2      | OF-1      | OF-1         |
| -------------- | ---------------- | --------- | -------------------------- | --------------------- | ------------------- | ---------- | ------------------ | --------- | --------- | --------- | ------------ |
| Polonia        | Marszałek Polski | Generał   | Generał broni              | Generał dywizji       | Generał brygady     | Pułkownik  | Podpułkownik       | Major     | Kapitan   | Porucznik | Podporucznik |
| Equivalente EI | non equivalente  | Generale  | Generale di corpo d'armata | Generale di divisione | Generale di brigata | Colonnello | Tenente colonnello | Maggiore  | Capitano  | Tenente   | Sottotenente |

Sottufficiali e comuni
Sottufficiali e comuni sono divisi in due categorie:
- Categoria dei comuni (Korpus szeregowych), cui appartengono Szeregowy e Starszy szeregowy
- Categoria dei sottufficiali (Korpus podoficerów), suddivisi a loro volta:
  - Sottufficiali subalterni (Podoficerowie młodsi, letteralmente "giovani sottufficiali"), equiparabili ai graduati di truppa delle forze armate italiane, da Kapral a Plutonowy
  - Sottufficiali (Podoficerowie), da Sierżant a Młodszy chorąży
  - Sottufficiali superiori (Podoficerowie starsi, letteralmente "anziani sottufficiali"), da Chorąży

| Sottufficiali graduati e truppa | Sottufficiali graduati e truppa | Sottufficiali graduati e truppa | Sottufficiali graduati e truppa | Sottufficiali graduati e truppa | Sottufficiali graduati e truppa | Sottufficiali graduati e truppa | Sottufficiali graduati e truppa | Sottufficiali graduati e truppa | Sottufficiali graduati e truppa | Sottufficiali graduati e truppa | Sottufficiali graduati e truppa |
| Nazione                         | OR-9                            | OR-8                            | OR-8                            | OR-7                            | OR-6                            | OR-5                            | OR-4                            | OR-4                            | OR-3                            | OR-2                            | OR-1                            |
| ------------------------------- | ------------------------------- | ------------------------------- | ------------------------------- | ------------------------------- | ------------------------------- | ------------------------------- | ------------------------------- | ------------------------------- | ------------------------------- | ------------------------------- | ------------------------------- |
| Polonia                         | Starszy chorąży sztabowy        | Starszy chorąży                 | Chorąży                         | Młodszy chorąży                 | Starszy sierżant                | Sierżant                        | Plutonowy                       | Starszy kapral                  | Kapral                          | Starszy szeregowy               | Szeregowy                       |
| Equivalente EI                  | Luogotenente                    | Maresciallo capo                | Maresciallo ordinario           | Sergente maggiore aiutante      | Sergente maggiore               | Sergente                        | Graduato aiutante               | Caporal maggiore                | caporale                        | non equivalente                 | soldato                         |